# Södermanlands runinskrifter 24
Södermanlands runinskrifter 24 är en folkvandringstida runsten som återupptäcktes 1861 och nu står rest norr om Berga i Trosa-Vagnhärads socken i Södermanland. Den är av gråsten och 150 cm hög och 110 cm vid foten. Inskriften utgöres av två rader urnordiska runor utan infattningslinjer. Den övre raden är vågrät och runorna ska läsas från höger till vänster och utgörs av kvinnonamnet Fino som motsvarar det fornvästnordiska Finna. Den nedre raden runor är ristad uppifrån och nedåt, och läses också från höger till vänster och utgörs av mansnamnet saligastiz, med runor. Troligen har de två personerna vars namn är inristade på stenen varit gifta med varandra, och sannolikt har stenen rests till minne av dem efter deras död.

## Inskriften
Translitterering av runraden:
fino ¶ saligastiz
Normalisering till urnordiska:
Finno, Saligastiz
Översättning till nusvenska:
Salgäst. Finna.